# Безумец из Мандораса
«Безумец из Мандораса» (англ. The Madmen of Mandoras) — американский художественный фильм 1963 года.

## Сюжет
Фильм повествует о планах на мировое господство, нацистов, сбежавших в 1945 году, из осажденного Берлина.
В начале киноленты зрителю демонстрируется профессор Коулман, изобретатель антидота к нервно-паралитическому газу, от которого практически нет эффективной защиты. Вскоре агенты нацистов похищают профессора и убивают человека, который пытался предупредить его, сначала лично, а затем через его старшую дочь Кейси и её мужа Фила, работника уголовного розыска. Прибыв в небольшую вымышленную латиноамериканскую страну Мандорас Кейси и Фил выходят на контакт с Камино, сыном президента Мандораса. Оказывается все граждане находятся в заложниках у кучки нацистов, которыми командует оживленная немецкими учеными голова Гитлера. Теперь мандорасцам и прибывшим американцам придется дать бой приспешникам Гитлера, ведь последние задумали начать газовую атаку на США.

## Последующие релизы
Спустя пять лет после премьеры, фильм выпустили под новым названием «Они сохранили мозг Гитлера» (They Saved Hitler’s Brain). В фильме были досняты дополнительные сцены и немного расширен сюжет.
По мнению ряда критиков обновленная версия стала одной из худших кинолент всех времен